# Eugène de Broise
Eugène-Marie de Broise, né le 11 mai 1821 à Alençon où il est mort le 17 mai 1907 est un éditeur et imprimeur français.

## Biographie
Après avoir fait ses études au collège d’Alençon, de Broise entra, à l’âge de dix-neuf ans, dans l’administration des contributions Indirectes, dont son père faisait partie depuis de longues années.
Après avoir été envoyé dans diverses résidences, il revint dans sa ville natale, comme premier commis à la direction. En 1848, il épousa Henriette Poulet-Malassis, de la célèbre lignée d’imprimeurs alençonnais. Quelques années plus tard, à la mort de Poulet-Malassis le père, Eugène de Broise consentit, non sans regret, à abandonner la carrière administrative, pour faire valoir, avec son beau-frère Auguste Poulet-Malassis, l’antique et célèbre imprimerie des Malassis.
L'imprimerie située à Alençon devait s’avérer un champ d’action trop étroit pour les entreprises aventureuses pour l’artiste audacieux et fantaisiste qui devait éditer Les Fleurs du mal de Baudelaire. Les deux associés fondèrent une librairie à Paris, qu’ils installèrent d’abord rue de Buci, puis rue des Beaux-Arts, et enfin rue de Richelieu.
C’est alors que les presses alençonnaises imprimèrent les œuvres de Théodore de Banville, de Leconte de Lisle, de Théophile Gautier, de Monselet, de Champfleury, etc.
La publication des Fleurs du mal en 1857 et celle des Mémoires du duc de Lauzun par Louis Lacour, valurent à la librairie Poulet-Malassis et De Broise un succès retentissant, mais aussi deux condamnations et la saisie des deux ouvrages. De Broise fut, à cette occasion, emprisonné quelques semaines dans l’ancien château des ducs d’Alençon qui sert de prison. Il racontait que sa détention avait été très adoucie par les visites qu’il recevait et les « douceurs » que des personnes, notamment la baronne Jeanin, femme du préfet, lui envoyaient et même se faisaient un plaisir de lui apporter.
C’est alors que l’association des deux beaux-frères, d’un caractère si différent, fut rompue. De Broise, homme prudent, réservé, ne pouvait suivre Poulet-Malassis, entreprenant, audacieux, spirituel, mais souvent trop extravagant pour lui. De Broise rentra alors dans sa voie naturelle et régulière en se consacrant uniquement aux impressions locales et à la direction du Journal d’Alençon, à partir de 1863, une vieille publication sagement conservatrice.
Il remplit cette tâche, malgré les difficultés politiques inhérentes à la profession de journaliste, pendant quarante années avec honneur et fermeté, sachant se faire aimer des ouvriers et conserver de bonnes relations avec le public.
Imprimeur de la Préfecture et de diverses Administrations de l’État, il garda toujours néanmoins une attitude indépendante et, sous le Second Empire, il refusa constamment d’appuyer les candidatures officielles. 
D’opinion royaliste, il soutint comme candidats à la députation et au Conseil général, le duc d’Audiffret-Pasquier, La Sicotière, Gustave Levavasseur, Léon et Albert Le Guay, Chennevières, le comte de Charencey dont il avait su, d’ailleurs, attirer la collaboration au Journal d’Alençon.
Après 1870, il soutint la politique de Thiers tant qu’elle fut conservatrice et mit plus d’enthousiasme à soutenir Mac-Mahon, l’Ordre moral au moment du 16 mai 1877. Cette tentative d’établir et de consolider une république conservatrice ayant échoué, de Broise fut, dès 1878, en butte aux tracasseries des républicains auxquelles il résista jusqu’en 1881 date à laquelle il céda le journal et l’imprimerie à son gendre Renault.
Il consacra sa retraite à l’horticulture et, après avoir perdu successivement son petit-fils, sa fille, sa femme et son gendre, immobilisé par des souffrances physiques qui le retenaient presque cloué dans un fauteuil, il s’éteignit dans sa maison de la rue de Bretagne.
Il était membre de la Société historique et archéologique de l'Orne.